# Dobok

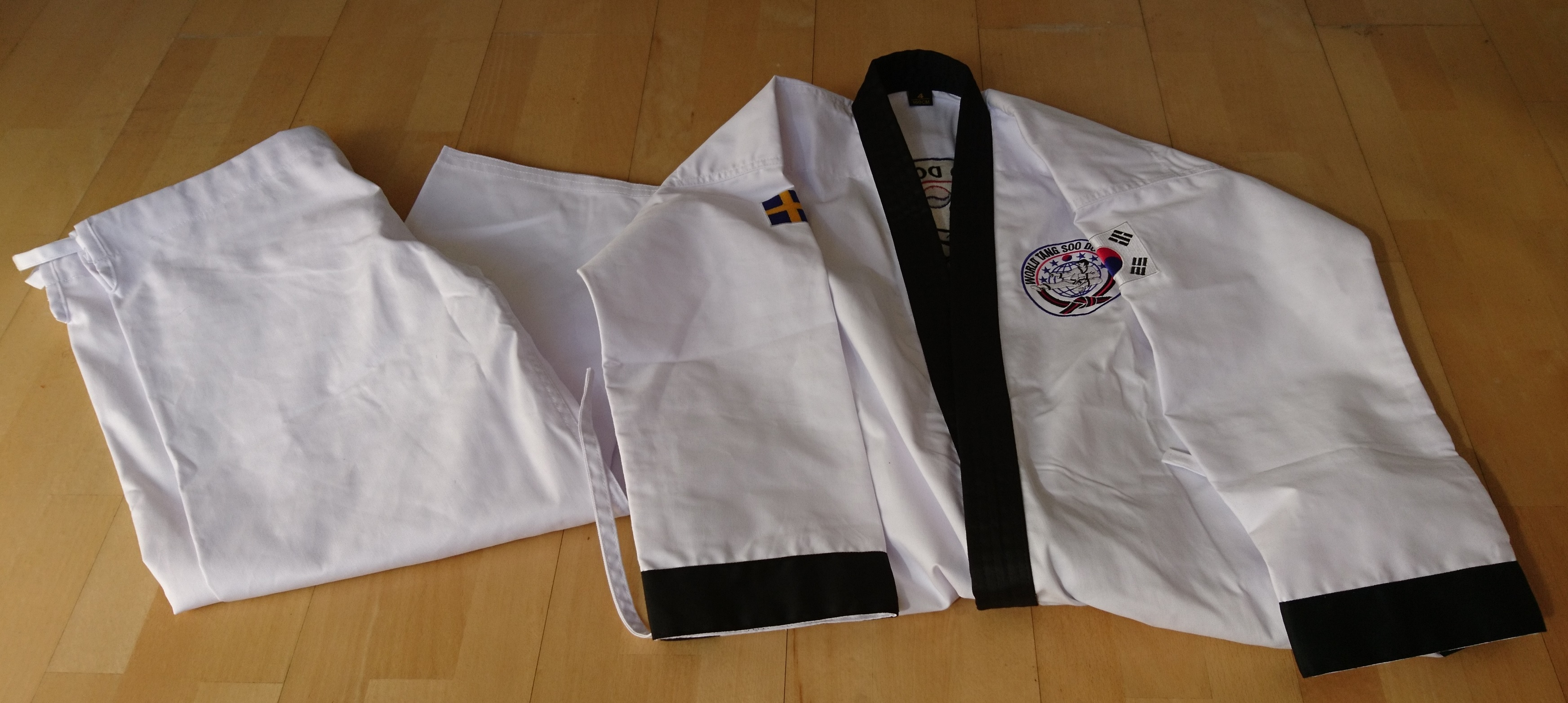
Tang soo do Dobok för svart bältare, med svensk flagga

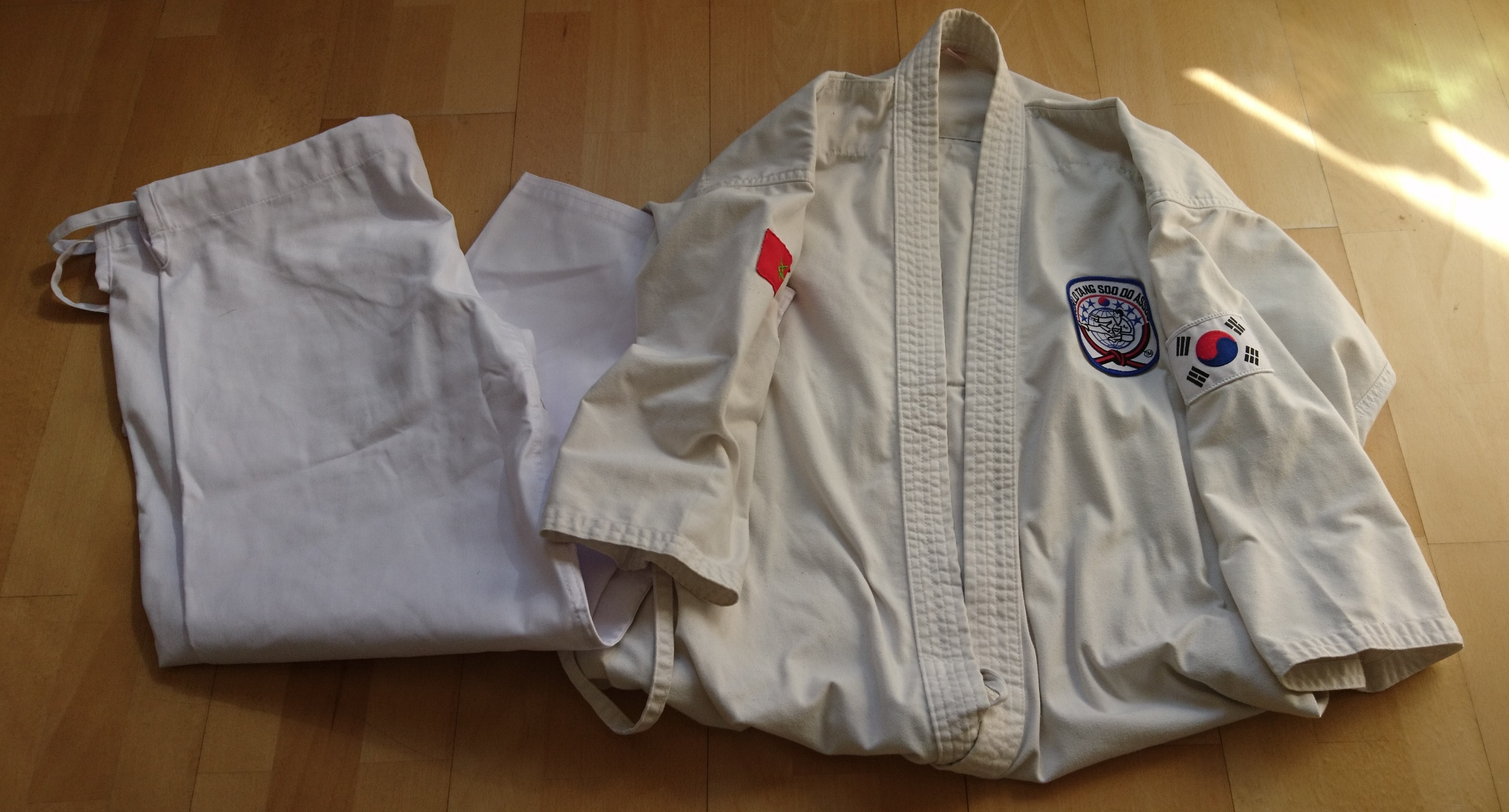
Dobok för Gup, Tang Soo Do

Dobok eller do bok är den träningsdräkt som används inom koreanska kampsporter som bland annat Hapkido, Taekwondo, Tang Soo Do och Haidong Gumdo. Dräkten kan ha många olika färger men vanligast är vitt och svart. Dobok har utvecklats ur den japanska keikogin, men benen är vidare och längre.